# Kunst im öffentlichen Raum in Hamburg-Marienthal
Diese Liste von Kunst im öffentlichen Raum in Hamburg-Marienthal enthält dauerhaft aufgestellte Kunstwerke auf dem Gebiet des Stadtteils Marienthal der Freien und Hansestadt Hamburg, die sich im öffentlichen Raum befinden und von anerkannten Künstlern und Künstlerinnen geschaffen wurden. Viele dieser Kunstwerke sind durch das Programm Kunst am Bau (und dessen Folgeprogramme) gefördert oder mit öffentlichen Geldern angekauft worden, dies ist aber keine Voraussetzung für die Aufnahme. Ebenso mögen einige dieser Kunstwerke als Kulturdenkmal geschützt sein, aber auch das ist keine Voraussetzung für die Aufnahme in diese Liste.
Bauschmuck ist im Normalfall im Artikel über das Bauwerk darzustellen, und gehört nicht in diese Liste. Streetart kann Aufnahme in die Liste finden, wenn es zu dem konkreten Kunstwerk eine ausführliche Rezeption in der Kunstwissenschaft gibt und ein enzyklopädischer Artikel über die Streetart-Künstler oder -Künstlerin existiert oder vorstellbar wäre. Denkmäler, die an eine Person oder ein Ereignis erinnern, können in die Liste aufgenommen werden, wenn sie ob ihrer zumeist plastischen Gestaltung als Kunstwerk gelten können. Bei reinen Gedenktafeln ist das normalerweise nicht der Fall.
Basis der Zusammenstellung sind Datensätze der Hamburger Kulturbehörde von 2012 und 2018, eine Veröffentlichung der SAGA GWG von 2008, und verschiedene Veröffentlichungen von Kunsthistorikern zum Thema. Eine abschließende Liste von Literatur kann es nicht geben, jedoch ist für jeden Eintrag in die Liste ein konkreter Verweis auf eine amtliche Liste oder anerkannte Sekundärliteratur erforderlich.
Gestohlene oder zerstörte Kunstwerke, die ehemals in Hamburg-Marienthal aufgestellt waren, sind in einer separaten Liste aufgeführt.

## Legende
- Lage: Nennt die nächstgelegene Straße und, wenn vorhanden und sinnvoll, das nächstgelegene Bauwerk (mit Hausnummer) oder das umgebende Gebiet (z. B. einen Park) und gibt nötigenfalls Hinweise zur genauen Lage. Darunter werden - wenn vorhanden - auch die Geo-Koordinaten und das Wikidata-Logo als Verweis auf das Wikidata-Objekt angegeben. Die Spalte ist nach der Adresse sortierbar.
- Künstler/in: Name des Künstlers oder der Künstlerin, die das Kunstwerk geschaffen haben, verlinkt mit dem Wikipedia-Artikel zur Person. Die Spalte ist nach dem Nachnamen sortierbar.
- Beschreibung: Kurzbeschreibung des Werks, immer zuerst: Werktitel (kursiv), dann möglichst Material, Stil, Größe, Dargestelltes, Art der Förderung
- Jahr: Jahr der Fertigstellung des Kunstwerkes, wenn unbekannt dann das Jahr der Aufstellung. Hier kann nur ein einziges Jahr angegeben werden, kein Zeitraum. Weitere zeitliche Details zur Schaffung des Kunstwerkes (von–bis) können in der Beschreibung angegeben werden.
- Quelle: Kulturbehörde, SAGA, Literatur, jeweils mit Fußnote. Diese Angabe ist für eine Aufnahme in die Liste verpflichtend.
- Bild: Bild des Kunstwerks, mit Link auf Commons-Kategorie wenn vorhanden

Hinweis: Die Grundsortierung der Liste erfolgt nach der Adresse. Die Liste ist alternativ nach Künstler, Werktitel, Datierung oder Quelle sortierbar.

## Liste
| Lage | Künstler                          | Beschreibung | Jahr  | Quelle        | Bild |  |
| --- | --------------------------------- | --- | ----- | ------------- | --- |  |
| Alphonsstraße 14 AK Wandsbek, II.BA, Eingangshalle (Lage)                                                 | Rolf Laute                        | Wandgestaltung Kuben darstellend KaB | 1974  | Kulturbehörde | Bild gesucht Die Wikipedia wünscht sich an dieser Stelle ein Bild vom Ort mit diesen Koordinaten 53.57002 10.08815 . Motiv: Alphonsstraße 14 Falls du dabei helfen möchtest, erklärt die Anleitung , wie das geht. BW      |  |
| Bärenallee/Knutzenweg (Lage)                                                                              | Otto Schainar                     | Bärengruppe Bärenmutter mit Jungen, Bronze, Hansa-Baugenossenschaft | 1954  | Zabel         | weitere Bilder |  |
| Hammer Straße 124 Schule für Hörgeschädigte, Pausenhalle (Lage)                                           | Alexander Friedrich               | Glasfenster Dreiteilige Arbeit: Schiff auf Helling (links), Hamburger Hafen (mittig), Schiff im Dock (rechts); KaB. Die Gebäude der Schule wurden 2023 komplett abgerissen um Platz für einen Schulneubau zu machen. | 1963  | Kulturbehörde | Bild gesucht Die Wikipedia wünscht sich an dieser Stelle ein Bild vom Ort mit diesen Koordinaten 53.56331 10.06637 . Motiv: Hammer Straße 124 Falls du dabei helfen möchtest, erklärt die Anleitung , wie das geht. BW     |  |
| Holstenhofweg 86 Gymnasium Marienthal, Ostseite des Schulgeländes (Lage)                                  | Martin Boltze                     | Marienthaler Drachenfest Schul-Direkterwerb | 2009  | Kulturbehörde | weitere Bilder |  |
| Holstenhofweg 86 Gymnasium Marienthal (Lage)                                                              | Thomas Darboven                   | Haiku Drei Skulpturwände mit Stahlplastiken, KaB | 1976  | Kulturbehörde | Bild gesucht Die Wikipedia wünscht sich an dieser Stelle ein Bild vom Ort mit diesen Koordinaten 53.56677 10.10429 . Motiv: Holstenhofweg 86 Falls du dabei helfen möchtest, erklärt die Anleitung , wie das geht. BW      |  |
| Oktaviostraße 143 Max-Schmeling-Stadtteilschule, Standort Holstenhof, Treppenhaus Kreuzbau (Lage)         | unbekannt                         | Tierreliefs in Keramik, 3teilig: Fuchs+Pferd, Ziege+Schafe, Vögel+Fische KaB | 1957? | Kulturbehörde | Bild gesucht Die Wikipedia wünscht sich an dieser Stelle ein Bild vom Ort mit diesen Koordinaten 53.56675 10.10426 . Motiv: Oktaviostraße 143 Falls du dabei helfen möchtest, erklärt die Anleitung , wie das geht. BW     |  |
| Oktaviostraße 143 Max-Schmeling-Stadtteilschule, Standort Holstenhof, Wand Neubau Pavillon 93, (Lage)     | Sönke Nissen-Knaack und Studenten | „Lebensperspektiven“/ „Irrgarten“ vermutlich Schul-Direkterwerb | 1998  | Kulturbehörde | Bild gesucht Die Wikipedia wünscht sich an dieser Stelle ein Bild vom Ort mit diesen Koordinaten 53.56675 10.10426 . Motiv: Oktaviostraße 143 Falls du dabei helfen möchtest, erklärt die Anleitung , wie das geht. BW     |  |
| Oktaviostraße 143 Max-Schmeling-Stadtteilschule, Standort Holstenhof, Wandscheibe Schulhof (Lage)         | Helmuth Heinsohn                  | Vogelmosaik KaB, nicht in KB-Listen | 1965  | Kulturbehörde | |  |
| Oktaviostraße 143 Max-Schmeling-Stadtteilschule, Standort Holstenhof, neuer Schulhof Treppenabsatz (Lage) | Maria Pirwitz                     | Sitzender Knabe KaB | 1957  | Kulturbehörde | weitere Bilder |  |
| Robert-Schuman-Brücke 8 Bezirksamt Wandsbek, Fachamt Gesundheit (Lage)                                    | Karl Opfermann                    | Ziegen (2teilig) KaB, Bronze, 1 von ehemals 2 Figuren nach 2012 offenbar verloren | 1956  | Kulturbehörde | weitere Bilder |  |
| Schimmelmannstraße 70 Schule Schimmelmannstraße, Verwaltungstrakt, Eingangswandscheibe (Lage)             | Gonn Mosny                        | Wandgestaltung ehemals Eingangsbereich außen, jetzt Schulhof, Radstellplätze, Verwaltungstrakt wurde 1962 erbaut und 2014/2015 zugunsten eines Neubaus abgerissen. (KaB) | 1961  | Kulturbehörde | |  |
| Schimmelmannstraße 70 Schule Schimmelmannstraße, Verwaltungstrakt und Kreuzbau (Lage)                     | Maria Pirwitz                     | Drei Wandreliefs Im Verwaltungstrakt (1962 erbaut) und im Treppenhaus des Kreuzbaus (1961 erbaut) waren drei Wandreliefs von Maria Pirwitz angebracht (EG: „Pflanzen“, 1. OG „Häuser“, 2. OG „Kinder“), welche die Bauverwaltung im Rahmen des Programms “Kunst am Bau” erworben hatte. Der Verwaltungstrakt wurde 2014/2015 zugunsten eines Neubaus abgerissen. | 1961  | Kulturbehörde | Bild gesucht Die Wikipedia wünscht sich an dieser Stelle ein Bild vom Ort mit diesen Koordinaten 53.57107 10.10277 . Motiv: Schimmelmannstraße 70 Falls du dabei helfen möchtest, erklärt die Anleitung , wie das geht. BW |  |
| Schloßstraße 8 Vor Postfiliale (Lage)                                                                     | Pierre Schumann                   | Wandsbeker Bote Ankauf durch Post | 1953  | Zabel         | weitere Bilder |  |